# Zee Avi

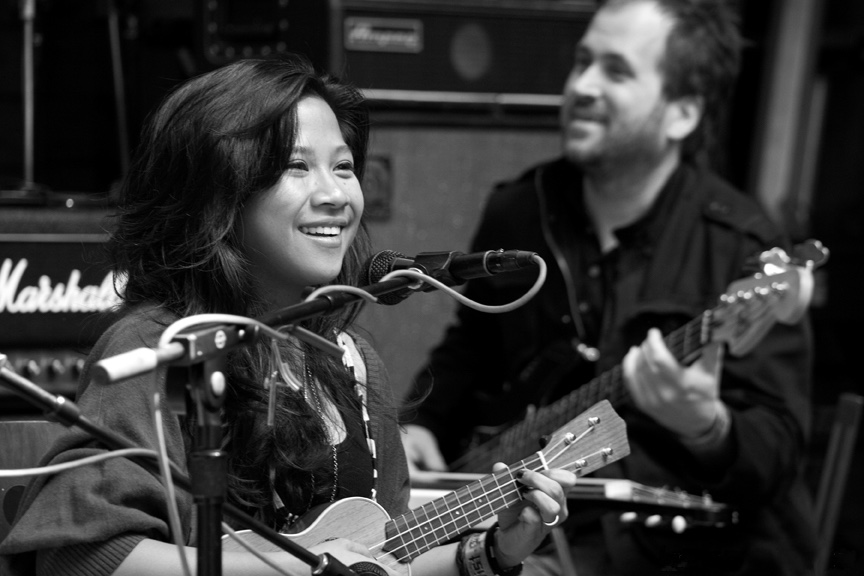

Izyan Alirahman (Miri, 1985), alias Zee Avi of KokoKaina, is een Maleisische singer-songwriter wonend en werkend in de Verenigde Staten.

## Biografie
Zee Avi werd als Izyan Alirahman geboren in Miri, op het Maleisische eiland Borneo. Toen ze twaalf jaar oud was, verhuisde ze naar de hoofdstad Kuala Lumpur. Ze studeerde modeontwerp in Londen.
In september 2007 plaatste Zee Avi haar eerste video op YouTube, voor een vriend die een optreden van haar had gemist. Hij adviseerde het filmpje online te laten en al gauw kreeg ze vele positieve reacties. Dit moedigde haar aan om meer filmpjes te plaatsen. Nadat ze op de hoofdpagina van YouTube was terechtgekomen, ontdekte Patrick Keeler, drummer van The Raconteurs, haar. Hij liet het zien aan Ian Montone, manager van onder andere The White Stripes, The Shins, The Raconteurs. Montone stuurde het op zijn beurt door aan videoproducer Emmett Malloy, die haar in 2008 liet contracteren voor het label Brushfire Records van Jack Johnson. Later dat jaar nam ze No Christmas For Me voor het album This Warm December: A Brushfire Holiday, Vol. 1 op, wat haar eerste opname voor Brushfire betekende.
In 2009 bracht ze haar titelloze debuutalbum uit, een coproductie van Brushfire en Monotone Records, het label van Ian Montone. Op de dag van de release plaatste YouTube haar op de hoofdpagina in de rubriek Spotlight: Music Today. In de periode juni tot augustus 2009 toerde ze door de Verenigde Staten samen met Pete Yorn. In 2011 bracht ze haar tweede album uit, genaamd Ghostbird.
- Bibliothèque nationale de France: cb16145609z (data)
- International Standard Name Identifier: 0000 0000 7191 3457
- Library of Congress Control Number: n2010050308
- MusicBrainz: abb85a9c-c740-451a-8ea0-a236e1916c67
- Virtual International Authority File: 101016531
- WorldCat: E39PBJbCMbQqV64Tf3TKgfgqcP